# W3Schools
W3Schools — це безкоштовний освітній вебсайт для навчання кодуванню онлайн. Спочатку випущений у 1998 році, він отримав свою назву від Всесвітньої павутини, але не пов'язаний з консорціумом W3. Пропонує курси охоплюючі усі аспекти веброзробки, також публікує безкоштовні шаблони HTML. Його керує Refsnes Data у Норвегії. Він має текстовий онлайн-редактор під назвою TryIt Editor, і читачі можуть редагувати приклади та запускати код у тестовому середовищі.

## Функції
На сайті безкоштовно наведено приклади вихідного коду з поясненнями англійською мовою, більшість із яких також можна редагувати та виконувати інтерактивно в живому редакторі. Інші важливі елементи коду приховано, щоб користувач міг зосередитися на показаному коді (пісочниця розробника). Підручники поділені на окремі розділи про мови розробки. Окрім основ, задокументовані варіанти реалізації та приклади, пов'язані з програмою, а також акцент на окремих елементах мови програмування (так звані «посилання»). Крім того, є канал YouTube, який розглядає та пояснює певні теми веброзробки, а також Інтернет-форум. Підтримуються такі мови: HTML, CSS, JavaScript, JSON, PHP, AngularJS, SQL, Bootstrap, Node.js, jQuery, XQuery, Ajax і XML.